# Jacob (Lost)
Pour les articles homonymes, voir Jacob (homonymie).
Jacob est un personnage fictif de la série télévisée Lost : Les Disparus interprété par l'acteur Mark Pellegrino.
Il est mentionné pour la première fois par Benjamin Linus, qui le présente comme le véritable chef des « Autres », le décrivant comme un « grand homme » étant également « brillant », « puissant » et « impitoyable ». Il fait sa première apparition dans l'épisode final de la saison 5. Bien qu'il trouve la mort dans cet épisode, il continue à apparaître sous la forme d'un esprit, ainsi que dans des flashbacks dans la saison 6.
Demeurant un personnage invisible pendant une grande partie de la série, Jacob se révèle être responsable de l'accident d'avion en réponse à un conflit avec son ennemi juré et frère, l'Homme en noir. Il est le protecteur de l'île depuis des millénaires et est surnommé « l'homme responsable ». Dans certaines de ses apparitions, Jacob a montré des pouvoirs surnaturels, notamment l'immortalité, la guérison, l'omniscience et la capacité de changer le destin des gens pour l'adapter à ses objectifs. En raison de ces pouvoirs, il a eu une influence considérable sur la vie de plusieurs personnages principaux, notamment Jack Shephard, Kate Austen, John Locke, James « Sawyer » Ford et Hugo « Hurley » Reyes.

## Biographie fictive

### Avant le crash du vol Oceanic 815
Jacob naît d'une femme romaine nommée Claudia, qui fait naufrage sur l'île en l'an 1 avant J-C et qui donne également naissance au frère jumeau de Jacob, qui sera par la suite connu sous le nom de l'Homme en noir. Tout juste après avoir accouché, Claudia meurt assassinée par la femme qui l'avait recueillie. Cette dernière élève alors Jacob et son frère comme ses propres fils en leur faisant croire qu'elle est leur mère biologique et qu'il n'existe aucune forme de vie en dehors de l'île. Elle parle aussi à Jacob et à son frère d'une lumière mystérieuse que l'un d'eux devra finalement protéger.
Toutefois, une fois devenu adolescent, l'Homme en Noir découvre que leur « mère » leur a menti et annonce à Jacob qu'elle n'est pas leur vraie mère mais qu'ils appartenaient en réalité à un groupe de personnes arrivé sur l'île avec leur mère biologique. Jacob, très attaché à leur mère adoptive, refuse d'y croire et choisit de rester auprès d'elle durant les trente années suivantes tandis que son frère part vivre avec son peuple. Bien qu'ils ne vivent plus ensemble, les deux frères restent en contact. Plus tard, alors que Jacob et son frère sont âgés d'une quarantaine d'années, leur mère adoptive initie Jacob pour qu'il devienne son remplaçant alors que l'Homme en noir et son peuple sont sur le point de découvrir comment exploiter la lumière (qui se révèle être une source d'électromagnétisme) comme moyen de s'échapper de l'île. Après avoir appris par Jacob le projet de son frère de quitter l'île, la mère tue tous les proches de l'Homme en noir, entraînant la colère de ce dernier, qui, dans un accès de rage, la tue à son tour. Pour se venger, Jacob jette son frère dans la caverne qui émet la lumière, un acte qui, selon sa mère, le conduirait à un sort « pire que la mort ». L'Homme en Noir rejaillit alors de la caverne sous la forme d'un monstre de fumée noire, désormais piégé sur l'île. Ne supportant pas d'être captif et souhaitant toujours s'échapper, il tente de tuer Jacob, mais n'y parvient pas. En effet, leur mère avait, durant leur plus jeune âge, fait en sorte que Jacob et son frère ne puissent jamais s'entretuer. En conséquence, l'Homme en noir a rapidement commencé à élaborer un plan à long terme visant à manipuler d'autres personnes venues sur l'île afin qu'elles tuent Jacob.
En plus de s'assurer que l'Homme en noir reste sur l'île, Jacob amène des gens sur l'île pour approfondir un débat philosophique selon lequel l'humanité est intrinsèquement bonne tandis que l'Homme en noir fait écho à la croyance de leur mère selon laquelle l'humanité est intrinsèquement corrompue, un débat qui fait rage depuis des siècles et entraînant de nombreuses victimes,.
En 1867, le Rocher Noir, un navire britannique qui compte à son bord plusieurs esclaves, dont Richard Alpert, échoue sur l'île. Si le monstre décime tous les autres survivants, il épargne cependant Richard et tente de le manipuler pour qu'il tue Jacob. Ce dernier parvient néanmoins à convaincre Richard de le rejoindre en échange de quoi il s'engage à exaucer le vœu de son choix. Richard demande à Jacob de lui accorder l'immortalité, ce que Jacob accepte. Prenant Richard sous son aile, Jacob lui révèle la véritable nature de l'île et fait de lui son porte-parole. Ainsi, chaque fois que des personnes viennent à se retrouver sur l'île, Richard les invite à rejoindre Jacob, créant progressivement la communauté d'indigènes de l'île qui sera par la suite connue sous le nom des « Autres ». Au départ, Richard en est le chef mais il laisse ensuite la place à d'autres personnes, comme Charles Widmore, Eloise Hawking et finalement Benjamin « Ben » Linus. Au fil du temps, Jacob demande également à Richard de recruter des personnes du continent pour faire partie de son groupe, comme Juliet Burke et Tom Friendly. Le chef des Autres converse avec Jacob et transmet ses ordres au reste des Autres (qui ne sont pas autorisés à le voir). Cependant, lorsque Ben devient le chef, Jacob refuse de se montrer à Ben, obligeant celui-ci à recevoir ses ordres de Richard, déclenchant un ressentiment croissant chez Ben envers Jacob.
Pendant des siècles, Jacob a craint que l'Homme en noir ne finisse par le tuer, il choisit donc des candidats susceptibles de lui succéder après sa mort. Il rencontre Kate et Sawyer au cours de leur enfance. Plus précisément, il protège Kate lorsqu'elle est surprise en train de voler et prend ensuite contact avec le jeune Sawyer alors qu'il écrit sa lettre à Anthony Cooper. Il rend ensuite visite à Sun-Hwa Kwon et Jin-Soo Kwon lors de leur mariage et les touche pour leur donner sa bénédiction. Il touche également Locke lorsque celui-ci est présumément mort après avoir été poussé par la fenêtre d'un très haut immeuble. C'est par la suite au tour de Jack d'être touché par Jacob lorsque son père lui apprend la stratégie de comptage jusqu'à cinq. Jacob rencontre ensuite Sayid Jarrah et lui permet de ne pas mourir avec sa femme. Hurley est également touché par Jacob juste avant d'embarquer sur le vol Ajira 316. Enfin, il parvient à faire embarquer tous les candidats à bord du vol Oceanic 815 afin qu'ils s'écrasent sur l'île et puissent lui succéder.
À un moment antérieur au crash du vol Ajira 316, Jacob recrute sa garde du corps de longue date, Ilana Verdansky, pour l'aider à protéger les six candidats restants : Jack, Sawyer, Jin & Sun, Hurley et Sayid. À son tour, Verdansky demande à un groupe d'autres personnes, dont un associé nommé Bram, de faciliter le retour des candidats sur l'île à bord du vol Ajira et d'agir comme gardes du corps de Jacob.

### Après le crash des vols Oceanic 815 et Ajira 316
L'Homme en noir trouve finalement une échappatoire en la personne de Ben Linus. En effet, sous la forme de John Locke, il convainc Ben que Jacob l'a négligé et que Ben doit donc tuer Jacob afin d'asseoir son autorité. Ben et Locke/L'Homme en noir se rendent donc au pied de la statue de Taouret, où Jacob a élu domicile. Conscient de son destin, Jacob tente de persuader Ben de ne pas le tuer mais échoue et est alors poignardé plusieurs par celui-ci sous les yeux de l'Homme en noir, qui pousse ensuite son corps dans le feu afin de le brûler.
Néanmoins, Jacob revient par la suite sous la forme d'un esprit et guide Hurley ainsi que le reste des survivants afin qu'ils puissent vaincre l'Homme en noir. Plus précisément, Jacob avait compilé une liste de 364 candidats (pratiquement tous ceux qui ont visité l'île depuis 1988) sur un cadran en verre dans un phare abandonné. Jacob demande à Hurley d'y emmener Jack pour prouver à quel point ce dernier est important pour son plan. Jacob avait construit cette liste selon les nombres qu'il avait précédemment inscrit dans sa grotte. L'Homme en noir montre ensuite cette même grotte à Sawyer dans le cadre de son plan élaboré pour tuer les candidats. Cependant, il est ultérieurement révélé que les candidats ne peuvent pas être tués par l'Homme en noir en raison des règles établies par Jacob. En conséquence, l'Homme en noir improvise un nouveau plan visant à manipuler les candidats afin qu'ils se tuent eux-mêmes, stratégie qui s'avère en partie concluante puisqu'elle aboutit à la mort de Jin, Sun et de Sayid. L'esprit de Jacob s'évanouit finalement quand Jack prend sa succession.

## Développement

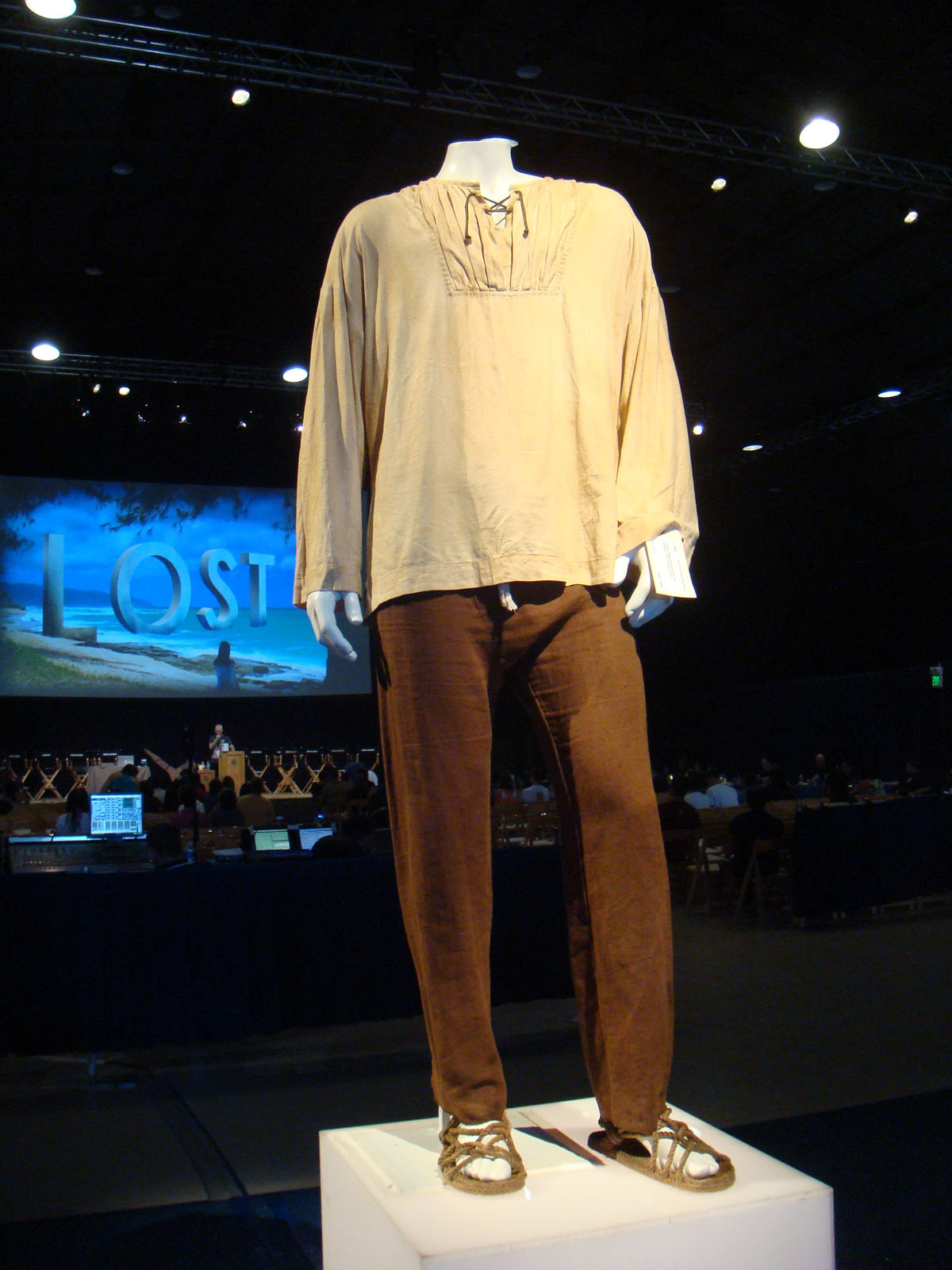
Vêtements portés par Jacob

Les producteurs, en particulier Damon Lindelof et Carlton Cuse, ont laissé entendre que le personnage était inspiré d'Aslan des Chroniques de Narnia, mettant en valeur ses pouvoirs divins et sa nature bienveillante. Tout comme Aslan, Jacob sert de gardien presque éternel d’un monde fantastique – dans ce cas, l’île au lieu de Narnia. Lindelof a également déclaré que lui et le co-créateur J.J. Abrams avaient prévu que le concept de lumière et d'obscurité soit finalement personnifié par Jacob et l'Homme en noir, faisant référence à la scène du deuxième épisode de la première saison de la série où Locke explique le jeu de backgammon à Walt Lloyd. De plus, le Christ peut être considéré comme le modèle prototypique du personnage de Jacob, ce qui était également le cas pour Aslan. Dans le seizième épisode de la sixième saison, Jacob apparaît devant un buisson ardent et Jack accepte ses responsabilités, reflétant Moïse du Livre de l'Exode. Une autre similitude peut être attribuée au zoroastrisme où Jacob peut être vu comme Ahura Mazda et l'Homme en noir est celui d'Angra Mainyu (« l'homme en colère »). Curieusement, cette phrase est utilisée par l'assistant de Jacob, Dogen, qui explique la nature de l'Homme en noir à Sayid.